# Estación de Bétera
Bétera es una estación terminal de la línea 1 de Metrovalencia. Se encuentra en la calle Estación.
Del 27 de junio al 31 de agosto de 2025, por obras de mejora en varias estructuras de la autovía A-7 colindantes con la infraestructura de metro, el tramo Bétera-Masies de la línea 1 permanecerá cerrado. Se habilitará un servicio alternativo de autobuses con parada en las estaciones afectadas.

## Historia
Del 30 de octubre al 2 de diciembre de 2024, a consecuencia de las graves inundaciones acontecidas en la provincia de Valencia, la estación permaneció cerrada.